# Liquid State
Pistes de The 2nd Law
Save Me
(10) The 2nd Law : Unsustainable
(12)
Liquid State est la 11e piste de l'album The 2nd Law du trio britannique Muse, paru le 1er octobre 2012. Il s'agit, avec Save Me de deux morceaux très particuliers pour le groupe car ce sont les deux uniques chansons composées et interprétées par le bassiste du trio Christopher Wolstenholme.
Elles lui sont de plus très personnelles car elles traitent de ses problèmes familiaux liés à son alcoolisme.

## Histoire

### Le titre
Liquid State signifie État liquide en anglais, en référence à l'état liquide de la matière.

#### Le morceau
Il s'agit d'une première dans l'histoire du groupe car pour la première fois en 20 ans de carrière, c'est Christopher Wolstenholme qui tient le micro et chante à la place du chanteur habituel, Matthew Bellamy. C'est également le compositeur exclusif de ce morceau qui lui est si personnel. Matthew Bellamy devait, initialement, être l'interprète pour ce morceau mais Chris Wolstenholme fut finalement désigné, les thèmes abordés par ces deux créations faisant écho à son histoire personnelle et privée.

### Sonorité
Il s'agit du morceau le plus rock de l'album The 2nd Law. La voix du bassiste, Chris Wolstenholme, est bien plus grave que celle de Matthew Bellamy.

### Le thème
Ce morceau évoque les problèmes d’alcoolisme du bassiste. Il était en effet accro à l'alcool jusqu'à 2011 avant de se relever et combattre ce problème à l'aide d'une cure. Il s'est exprimé sur cette période noire en ayant réussi à s'en sortir. Il déclare également avoir pris cette décision à un moment critique de sa vie ou il ne voulait pas perdre la vie à cause de cela comme son père. Le bassiste révèle cela lors d'une interview donnée pour la promotion de l'album The 2nd Law.